# 카를로스 메사
카를로스 메사 히스베르트(스페인어: Carlos Diego Mesa Gisbert 카를로스 디에고 메사 히스베르트[*], 1953년 8월 12일~ )는 볼리비아의 전 대통령으로, 2003년 10월 17일에 취임하였다. 그 이전에는 전직 대통령인 곤잘로 산체스 데 로사다 아래에서 부통령을 맡고 있었지만, "볼리비아 가스 분쟁"으로 인해 곤잘로 산체스 데 로사다가 사임·망명한 후 취임했다. 동분쟁의 재연에 의해 2005년 6월 6일에 사임하였다. 부통령직은 2002년 8월 6일부터 맡았으며 의회 의장도 맡고 있었다. 정치계에 들어가기 전에는 역사학자이며 라디오·텔레비전·신문 기자로서 활약하고 있었다. 볼리비아 역사학회의 회원이기도 하다. 정치 분야의 경험이 적음에도 불구하고, 곤잘로 산체스 데 로사다 정권하에서 메사는 급격하게 두각을 나타냈다. 2003년 9월에는 유엔 총회에 초대되어 거기서 다음의 연설을 행하고 있다.
| “ | 빈민에 의한 정당한 압력 때문에 볼리비아의 민주주의는 위험에 처해 있습니다. 우리는 경제 성장을 할 수 없게 되고 건강한 생활을 보낼 수가 있는 것은 소수이며 대다수의 사람들은 조용히 참을 수 있도록 하지 않으면 안 됩니다. 볼리비아가 궁핍한 나라가 된 것에 대해서 우리의 생산물이 선진국의 시장으로부터 인정받는 것을 요구합니다! | ” |

심각한 가스 문제에 시달리고 있던 볼리비아 국민들이 반정부 시위를 일으키자 정부는 시위를 무력으로 진압(약 50명의 사망자가 나왔다고 한다)했고 메사는 이에 의문을 느끼게 된다. 산체스 데 로사다가 사임하기 며칠 전에는, 메사는 산체스의 원호를 포기해 "나는 더 이상 우리가 진행되어 온 길을 계속 유지하는 일은 할 수 없다"고 말하기에 이르렀다. 이것은 메사가 산체스의 후임의 대통령이 되는 길을 연다고 하는 목적이 있었기 때문일 것이다.이렇게 해서 메사는 나라의 최고 권력에의 표를 손에 넣었다. 2004년 1월 13일, 메사는 멕시코에서 미국의 조지 W. 부시 대통령과 회담하기까지 했다.
볼리비아의 대통령 선거는 2007년으로 예정되어 있지만, 메사는 그의 취임이 잠정적인 물건이며 산체스 데 로사다 정권의 임기 전체를 맡을 생각은 없는 것을 서서히 표명했다. 그러나, 결과적으로는 그는 임기를 완수할 결의를 굳혔다. 메사는 가스 문제에 관한 국민투표를 실시하겠다고 약속했지만, 투표 항목에 부적절한 언어와 욕설, 비속어 등을 사용해서 국민을 현혹시키도록 만든다.
2004년 3월, 메사는 볼리비아 정부가 각 정부 부처나 재외 볼리비아 대사관에서 집회를 열어 1879년 태평양 전쟁 때 칠레에 빼앗긴 연안 지역을 반환해 줄 것을 칠레에 제의한다고 표명했다. 칠레는 이것을 거부했지만, 메사는 이것을 주요 정책으로 추진했다. 볼리비아 내에서 폭동이 일어나자 메사는 의회에 자신의 대통령직 사임 의사를 표명했다가 다음날 의회는 만장일치로 부결했다. 2005년 6월 6일에 다시 대통령직 사임 의사를 표명했고 대통령직을 물러났다.

## 역대 선거 결과
| 선거명      | 직책명            | 대수 | 정당         | 득표율 | 득표수      | 결과 | 당락 |
| ----------- | ----------------- | ---- | ------------ | ------ | ----------- | ---- | ---- |
| 2019년 선거 | 볼리비아의 대통령 | 80대 | 시민공동체당 | 36.51% | 2,240,920표 | 2위  | 낙선 |
| 2020년 선거 | 볼리비아의 대통령 | 82대 | 시민공동체당 | 28.83% | 1,775,943표 | 2위  | 낙선 |